# Thor: Blood Oath
Thor: Blood Oath (рус. Тор: Кровавая клятва) — ограниченная серия комиксов из шести выпусков, опубликованная издательством Marvel Comics в 2005 году. Авторами серии стали писатель Майкл Эйвон Оминг и художник Скотт Колинз. Сюжет рассказывает о Торе и Троице воинов — Огуне, Фандралле и Вольштагге, и о событиях, произошедших с ними в период после ежегодника Journey into Mystery Annual #1, но перед Journey into Mystery #125. Изначально планировавшееся название серии — Thor: Tales of Asgard (рус. Тор: Сказания Асгарда).

## Сюжет
После победы над Поглотителем, Тор возвращается в Асгард, где обнаруживает, что Троица воинов ожидает суда за случайное убийство великана. В качестве наказания им было поручено отправиться в различные миры планетоида Асгарда и найти то, что сможет воскресить великана. К таким вещам относятся золотые яблоки Иггдрасиля, которые охраняются гигантским орлом; кожа волшебной свинья Диониса на Олимпе, которая охраняется Геркулесом; копьё Слотера кельтских племён Туата Де Дананн, охраняемое Кухулином; меч Кусанаги из Японии, охраняемый Аматсу Микабоши. Тор вызывается идти с ними, но вынужден оставить свой Мьёльнир.

## Коллекционные издания
Все шесть выпусков серии были собраны в одном коллекционном томе:
- Thor: Blood Oath (144 страницы, твёрдый перелёт, март 2006, ISBN 0-7851-2274-5; мягкий переплёт, декабрь 2006, ISBN 0-7851-1852-7)[7][8][9]